# Fantômette et son Prince
Fantômette et son Prince est le 12e roman de la série humoristique Fantômette créée par Georges Chaulet.
Le roman, publié en 1968 dans la Bibliothèque rose des éditions Hachette, comporte 184 pages. Il évoque les aventures de Fantômette dans un petit État d'Amérique centrale ; la jeune aventurière tente de protéger le jeune prince de ce pays d'une tentative de coup d'État.
C'est le premier roman de la série dans lequel Fantômette voyage hors de France, et l'un des rares où ses amies Ficelle et Boulotte ne sont pas des personnages du récit.

## Notoriété
De 1961 à 2000, les ventes cumulées des titres de Fantômette s'élèvent à 17 millions d'exemplaires, traductions comprises.
Le roman Fantômette et son Prince a donc pu être vendu à environ 200 000 exemplaires.
Comme les autres romans, il a été traduit en italien, espagnol, portugais, en flamand, en danois, en finnois, en turc, en chinois et en japonais.

## Personnages principaux
- Françoise Dupont / Fantômette / Flore Dujardin : héroïne du roman
- Norberto : prince héréditaire du Panorama
- Grand maréchal (identité non précisée)
- Pedro Olivo : ministre de la Police
- Moscatel : président de la République
- Don Pacheco : propriétaire d'une auberge
- Anita : femme de chambre du prince

## Résumé
Remarque : le résumé est basé sur l'édition cartonnée non abrégée parue en 1968 en langue française.
- Mise en place de l'intrigue (chapitres 1 et 2)

Le ministre de la Police du Panorama, un petit pays d'Amérique centrale, rend visite à Fantômette et lui demande de venir dans son pays pour protéger le prince Norberto, que des activistes du groupe « Serpent Noir » veulent enlever ou assassiner, juste avant son accession au trône. La jeune aventurière accepte et se rend à Alcachofa, la capitale du Panorama.
- Aventures et enquête (chapitres 3 à 11)

Arrivée sur place, la jeune aventurière a une « couverture » : elle est censée s'appeler « Flore Dujardin » et donner des cours de français au jeune prince. Les deux jeunes gens, qui ont approximativement le même âge, sympathisent vite.
Dans la nuit, un incendie se déclare dans le palais. Les pompiers interviennent. On découvre le prince mort ; sa dépouille est enlevée par des brancardiers.
Fantômette est accusée par le ministre de la Police d'être une terroriste. Accusée de complot et menacée d'être exécutée pour atteinte à la sûreté de l'État, la jeune aventurière parvient à s'enfuir et à se protéger. Pendant sa cavale, elle se rend compte que le cadavre du prince n'en était pas un : le prince s'était blessé au pouce au cours d'un lancer de couteaux (or le corps emmené montrait des mains sans blessures). Fantômette en déduit qu'on a remplacé le cadavre du prince par une statue de cire du musée national. Le prince Norberto est sans doute vivant, retenu prisonnier quelque part, et c'est le ministre de la Police qui a organisé le coup d'État.
En enquêtant, elle apprend où se trouve emprisonné le prince. Fantômette fait appel au Grand maréchal, qui veille sur les intérêts de Norberto. Tous deux vont délivrer le prince de ses geôliers.
- Dénouement et révélations finales (chapitres 12 et 13)

Fantômette apprend que la tête pensante du complot est en réalité le président Moscatel. Ce dernier est chassé du pouvoir et le prince peut réintégrer le palais à Alcachofa, sous les applaudissements des Panoramiens. Fantômette rentre en France avec la satisfaction du devoir accompli.